# Element algebraic
Un element algebraic sobre un cert cos matemàtic és un element d'un conjunt que conté a aquest cos matemàtic i que construïble a partir de certes operacions algebraiques relacionades amb els polinomis sobre el cos original.

## Introducció
La Teoria de Cossos és una branca de la Teoria d'Anells, que al seu torn és una branca de l'Àlgebra Abstracta. Un dels principals camps d'estudi de la Teoria de Cossos és el de decidir si un polinomi els coeficients del qual estan en el cos té les seues arrels en el cos (és a dir, si al resoldre l'equació polinòmica, les solucions pertanyen o no al cos).
Quan un cos està inclòs en altre cos pot ocórrer que els elements del gran siguen arrels de polinomis amb coeficients en el menut -en aquest cas es diu que els elements són algebraics- o que haja elements que no són arrels de cap d'eixos polinomis. En aquest últim cas es diu que aquests elements són transcendents.

## Construcció
(La següent informació és de caràcter tècnic, i pot resultar àrdua i incomprensible per al no iniciat en l'àlgebra abstracta, però és essencial per a comprendre el desenvolupament d'aquesta branca de la matemàtica. Per desgràcia no pot exposar-se d'una manera més plana sense perdre rigor, el que faria que deixara de ser útil.)
Siguen dos cossos {\displaystyle (K,+,\cdot )} i {\displaystyle (L,+,\cdot )} de forma que {\displaystyle L} és extensió de {\displaystyle K}.
Siga {\displaystyle \alpha \in L}. Si {\displaystyle \alpha \in K}, llavors {\displaystyle \alpha } és arrel del polinomi {\displaystyle p(x)=x-\alpha }, que és irreduible en {\displaystyle K[x]} (tot polinomi de grau 1 es irreduible en qualsevol anell de polinomis). Si {\displaystyle \alpha \in L\setminus K}, llavors realitzem la següent construcció:
- Construïm el conjunt {\displaystyle K(\alpha ):=\{{\frac {f(\alpha )}{g(\alpha )}}:f,g\in K[x]\}}. Este conjunt és un cos, és extensió de {\displaystyle K}, és subcos de {\displaystyle L}, i de fet és la menor extensió de {\displaystyle K} que conté a {\displaystyle \alpha }. Se li denomina extensió generada per {\displaystyle \alpha } sobre {\displaystyle K}.

- Construïm l'aplicació {\displaystyle \beta :K[x]\longrightarrow K(\alpha )} que a cada polinomi {\displaystyle p(x)\in K[x]} li fa correspondre la seua avaluació en {\displaystyle \alpha }, i.e., {\displaystyle \beta (p)=p(\alpha )}. Esta aplicació és de fet un isomorfisme d'anells commutatius i unitaris, i se denomina aplicació avaluació.

Ara només poden donar-se dues situacions:
- Ker{\displaystyle (\beta )=\{0\}}. En este cas es diu que {\displaystyle \alpha } és element transcendent sobre {\displaystyle K}.

- {\displaystyle Ker(\beta )\neq \{0\}}. Com {\displaystyle K[x]} és un anell principal i el nucli d'un homomorfisme d'anells és un ideal de l'anell de partida de l'homomorfisme, llavors {\displaystyle Ker(\beta )=(p)} (açò és, l'ideal generat per {\displaystyle p}) per algun {\displaystyle p\in K[x]}. Per el primer teorema d'isomorfia, {\displaystyle \beta =i\circ {\bar {\beta }}\circ \pi }, on {\displaystyle i:Img\beta \hookrightarrow K(\alpha )} és el monomorfisme inclusió canònica (p. ex., {\displaystyle i(r)=r} qualsevol que siga el {\displaystyle \in Img\beta }), {\displaystyle \pi :K[x]\longrightarrow {\frac {K[x]}{Ker(\beta )}}} és el homomorfisme sobrejectiu aplicació projecció canònica (a cada {\displaystyle p\in K[x]} li assigna la seua classe {\displaystyle \pi (p)={\bar {q}}=q+Ker(\beta )} en el quocient {\displaystyle {\frac {K[x]}{Ker(\beta )}}}), i {\displaystyle {\bar {\beta }}:{\frac {K[x]}{(p)}}={\frac {K[x]}{Ker(\beta )}}\longrightarrow Img(\beta )} és un isomorfisme d'anells unitaris.

Com {\displaystyle {\bar {\beta }}} és sobrejectiva (ja que és isomorfisme), {\displaystyle Img{\bar {\beta }}=Img\beta }. {\displaystyle Img\beta \cong {\frac {K[x]}{(p)}}} (primer teorema d'isomorfia), que és subanell de {\displaystyle K(\alpha )}, el qual al seu torn és un cos, després {\displaystyle Img\beta } és íntegre per mancar de divisors de zero no nuls, amb el que també {\displaystyle {\frac {K[x]}{(p)}}} és íntegre.
Però si {\displaystyle {\frac {K[x]}{(p)}}} és íntegre serà {\displaystyle (p)} ideal primer en {\displaystyle K[x]}. Sabem que {\displaystyle (p)=Ker(\beta )\neq \{0\}} (per hipòtesi), després {\displaystyle p\neq 0}. A més, si fóra {\displaystyle p\notin K=U(K[x])} (també per hipòtesi). Amb el qual tenim garantit que {\displaystyle p} és un polinomi irreduible en {\displaystyle K[x]} (per ser principal). A més, com {\displaystyle K[x]} és principal, tot ideal primer és maximal, amb el qual {\displaystyle (p)} és ideal maximal de {\displaystyle K[x]}, després {\displaystyle {\frac {K[x]}{(p)}}} és un cos. Així {\displaystyle Img\beta \cong {\frac {K[x]}{(p)}}} és un subcos de {\displaystyle K(\alpha )}. Com {\displaystyle K\subset K[x]}, si {\displaystyle a\in K} serà {\displaystyle a=\beta (a)=(i\circ {\bar {\beta }}\circ \pi )(a)=i({\bar {\beta }}(\pi (a)))=i({\bar {\beta }}(a))={\bar {\beta }}(a)}, amb el qual se demostra que {\displaystyle K} és un subcos de {\displaystyle Img\beta }.
Per altre costat, {\displaystyle {\bar {\beta }}(x)=i({\bar {\beta }}(x))=i({\bar {\beta }}(\pi (x)))=(i\circ {\bar {\beta }}\circ \pi )(x)=\beta (x)=\alpha }, amb el qual {\displaystyle \alpha \in Img\beta \cong {\frac {K[x]}{(p)}}}. Així, {\displaystyle Img\beta } és un subcos de {\displaystyle K(\alpha )} que conté a {\displaystyle K} i a {\displaystyle \alpha }. Com {\displaystyle K(\alpha )} és la menor extensió de {\displaystyle K} que conté a {\displaystyle \alpha } arribem a la conclusió que {\displaystyle K(\alpha )=Img\beta \cong {\frac {K[x]}{(p)}}}.
En esta segona situació ({\displaystyle Ker(\beta )\neq \{0\}}, o equivalentment, existeix algun {\displaystyle p\in K[x]} irreduible amb {\displaystyle {\frac {K[x]}{(p)}}\cong K(\alpha )}) se diu que {\displaystyle \alpha } és algebraic sobre {\displaystyle K}.
Un element és algebraic sobre un cos si i sols si és l'arrel d'algun polinomi a coeficients en dit cos.

## Polinomi mònic irreduible
Si {\displaystyle \alpha } és un element algebraic sobre el cos {\displaystyle K} de manera que {\displaystyle \alpha \notin K}, el polinomi {\displaystyle p} que genera al nucli de l'aplicació avaluació (i.e., {\displaystyle Ker\beta =(p)}) és irreduible. Dividint {\displaystyle p} pel seu coeficient principal (aquell escalar que multiplica a la major potència de la variable {\displaystyle x}) s'obté un polinomi mònic (és a dir, de manera que el seu coeficient principal és la unitat), que se denota per {\displaystyle m_{\alpha }^{K}} i se denomina polinomi mònic irreduible de {\displaystyle \alpha } respecte de {\displaystyle K}.
Clarament, {\displaystyle K(\alpha )\cong {\frac {K[x]}{(m_{\alpha }^{K})}}}.